# Escura divergens
Escura divergens is een insect uit de familie van de mierenleeuwen (Myrmeleontidae), die tot de orde netvleugeligen (Neuroptera) behoort. 
Escura divergens is voor het eerst wetenschappelijk beschreven door Navás in 1914.